# محوطه خفرویه
محوطه خفرویه در شهرستان لامرد، بخش علامرودشت، جنوب غربی شهر علامرودشت واقع شده و این اثر در تاریخ ۲۴ تیر ۱۳۸۲ با شمارهٔ ثبت ۹۲۳۰ به‌عنوان یکی از آثار ملی ایران به ثبت رسیده است.
در سی شهریور ۱۳۹۲ به دلیل آتش‌سوزی بخش زیادی از درختان این باغ از بین رفت.